# Rudy Bennett
 (mai 2021).
Daniel Rudolph (Rudy) Bennett, né le 1er juillet 1946 à New York, et mort le 18 août 2011 est un joueur de basketball américain de 2.02 m originaire de Mont Vernon, New York

## Carrière
- 1969-1970 :  JA Vichy (Nationale 1)
- 1970-1971 :  Libertas Biella (Serie A)
- 1971-1973 :  Antibes (Nationale 1)
- 1973-1976 :  ASVEL Villeurbanne (Nationale 1)

## Palmarès
- Vainqueur de la coupe de France en 1970 avec Vichy
- Finaliste de la Coupe d'Europe des Vainqueurs de Coupes en 1970 avec Vichy
- Champion de France en 1975 avec Villeurbanne
- Meilleur marqueur du champion de France en 1970 avec 30,7 points en moyenne par match